# فرانكلين غرين
فرانكلين غرين (بالإنجليزية: Franklin Green)‏ هو لاعب رماية أمريكي، ولد في 5 مايو 1933 في شيكاغو في الولايات المتحدة.

## وصلات خارجية
- فرانكلين غرين على موقع الاتحاد الدولي (الإنجليزية)
- فرانكلين غرين على موقع أوليمبيديا (الإنجليزية)